# Purnell Pratt
Purnell Pratt (Bethel (Illinois), 20 oktober 1885 — Hollywood, 25 juli 1941) was een Amerikaans acteur.

## Biografie
Pratt werd opgevoed in Californië en bezocht de Universiteit van Zuid-Californië en de Universiteit van Pennsylvania. In 1904 maakte hij zijn debuut op Broadway, waar hij werkzaam was tot aan het eind van de jaren '20. Al in 1914 was hij te zien in zijn eerste stomme film, maar dit deed hij pas fulltime vanaf de jaren 30. Hij vervulde voornamelijk karakter- en bijrollen in films.
Pratt overleed in 1941 op 55-jarige leeftijd. Hij is nooit getrouwd geweest.

## Selectieve filmografie
| - Seven Keys to Baldpate (1917) - Alibi (1929) - On with the Show! (1929) - The Trespasser (1929) - The Locked Door (1929) - Puttin' on the Ritz (1930) - Sinners' Holiday (1930) - The Silver Horde (1930) - Paid (1930) - Dance, Fools, Dance (1931) - Bachelor Apartment (1931) - The Public Enemy (1931) - Five Star Final (1931) - Emma (1932) - Scarface (1932) - Grand Hotel (1932) - Skyscraper Souls (1932) - Rasputin and the Empress (1932) - I Cover the Waterfront (1933) - A Shriek in the Night (1933) - The Chief (1933) - The Show-Off (1934) - Lazy River (1934) | - Men in White (1934) - The Witching Hour (1934) - A Wicked Woman (1934) - The Band Plays On (1934) - The Secret Bride (1934) - The Man Who Reclaimed His Head (1934) - The Casino Murder Case (1935) - Black Fury (1935) - Diamond Jim (1935) - Red Salute (1935) - Waterfrond Lady (1935) - A Night at the Opera (1935) - Magnificent Obsession (1935) - Murder with Pictures (1936) - Wedding Present (1936) - The Plainsman (1936) - High, Wide, and Handsome (1937) - Rosalie (1937) - Second Fiddle (1939) - Pot o' Gold (1941) - Blossoms in the Dust (1941) - Ringside Maisie (1941) - Life Begins for Andy Hardy (1941) |

- Biblioteca Nacional de España: XX5421822
- Virtual International Authority File: 311024048
- WorldCat: E39PBJpVbw4MphKY9CjpvjTj4q